# Ulrich Wickert

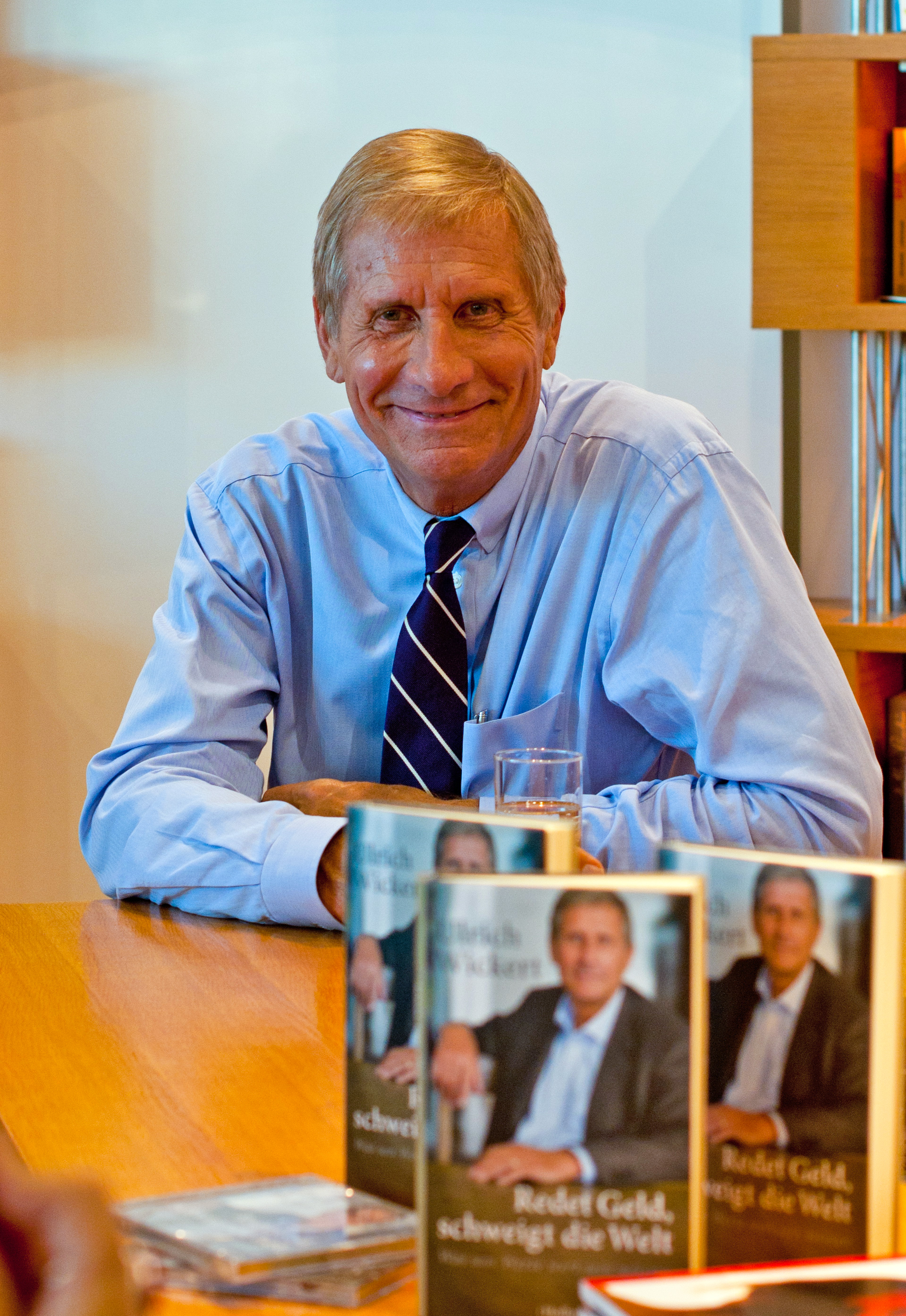
Ulrich Wickert 2011

Ulrich Wickert, né le 2 décembre 1942 à Tōkyō, est un journaliste et écrivain allemand.

## Jeunesse
Ulrich Wickert est né à Tōkyō car son père, Erwin Wickert, travaillait à l'Ambassade d'Allemagne au Japon. Son enfance se déroula entre 1956 et 1959 à Heidelberg, puis à Paris (ce qui lui permet aujourd'hui de parler le français couramment), où sa famille vivait du fait des obligations professionnelles de son père, alors membre de la représentation allemande à l'OTAN. Il publia son premier article (dans le Rhein-Neckar-Zeitung à propos de la Tour Eiffel) dès 1956, à l'âge de 14 ans.
Dans les années 1960, il étudia les sciences politiques et le droit à Bonn et fut élève boursier à l'université Wesleyan, aux États-Unis d'Amérique. Il obtint son premier diplôme de droit en 1968 et commença sa carrière à l'ARD (télévision allemande).

## Carrière à l'ARD
Ulrich Wickert fut rédacteur pour l'émission Monitor de 1969 à 1977 et assura la couverture de toutes les élections présidentielles françaises de 1969 à 1978. Il fut correspondant de l'ARD à Washington en 1977, puis à Paris en 1978, avant de prendre la direction des studios de l'ARD à New York en 1981 puis ceux de Paris en 1984.
Le 1er juillet 1991, il prit la succession de Hanns Joachim Friedrichs à la présentation des Tagesthemen, conformément au souhait de ce dernier. Il resta à ce poste pendant plus de 15 ans, présentant ce magazine en alternance avec Sabine Christiansen, Gabi Bauer puis Anne Will. Il quitta ce poste le 31 août 2006.
Il présente depuis le 17 août 2006 une nouvelle émission littéraire, Wickerts Bücher ("Les livres de Wickert"). ll qitta l'emmission en juillet 2014.

## Controverses
En 2001, Ulrich Wickert cita l'écrivaine indienne Arundhati Roy, qui avait comparé George W. Bush avec Oussama ben Laden. À la suite de cela, le quotidien allemand Bild l'accusa d'antiaméricanisme et d'offense envers monsieur Bush. Après les excuses publiques d'Ulrich Wickert, l'ARD considéra que l'incident était clos.

## Divers
Ulrich Wickert fut membre du SPD de 1972 à 1980.
Ulrich Wickert avait coutume de conclure chaque édition des Tagesthemen par la formule "Wir wünschen Ihnen einen angenehmen Abend und eine geruhsame Nacht", ce qu'on peut traduire par "Nous vous souhaitons [l'équipe des Tagesthemen et moi-même] une soirée agréable et une nuit paisible [ou réparatrice]".
Ulrich est polyglotte, il parle couramment l'allemand (langue maternelle), le français, l'anglais, etc. Il est marié en troisièmes noces avec Julia Jäkel, PDG de la maison d'édition Gruner und Jahr, depuis 2003. Il vit à Hambourg et Valbonne dans le sud de la France, où il possède une maison.

## Distinctions
Prix de Gaulle-Adenauer en 2000

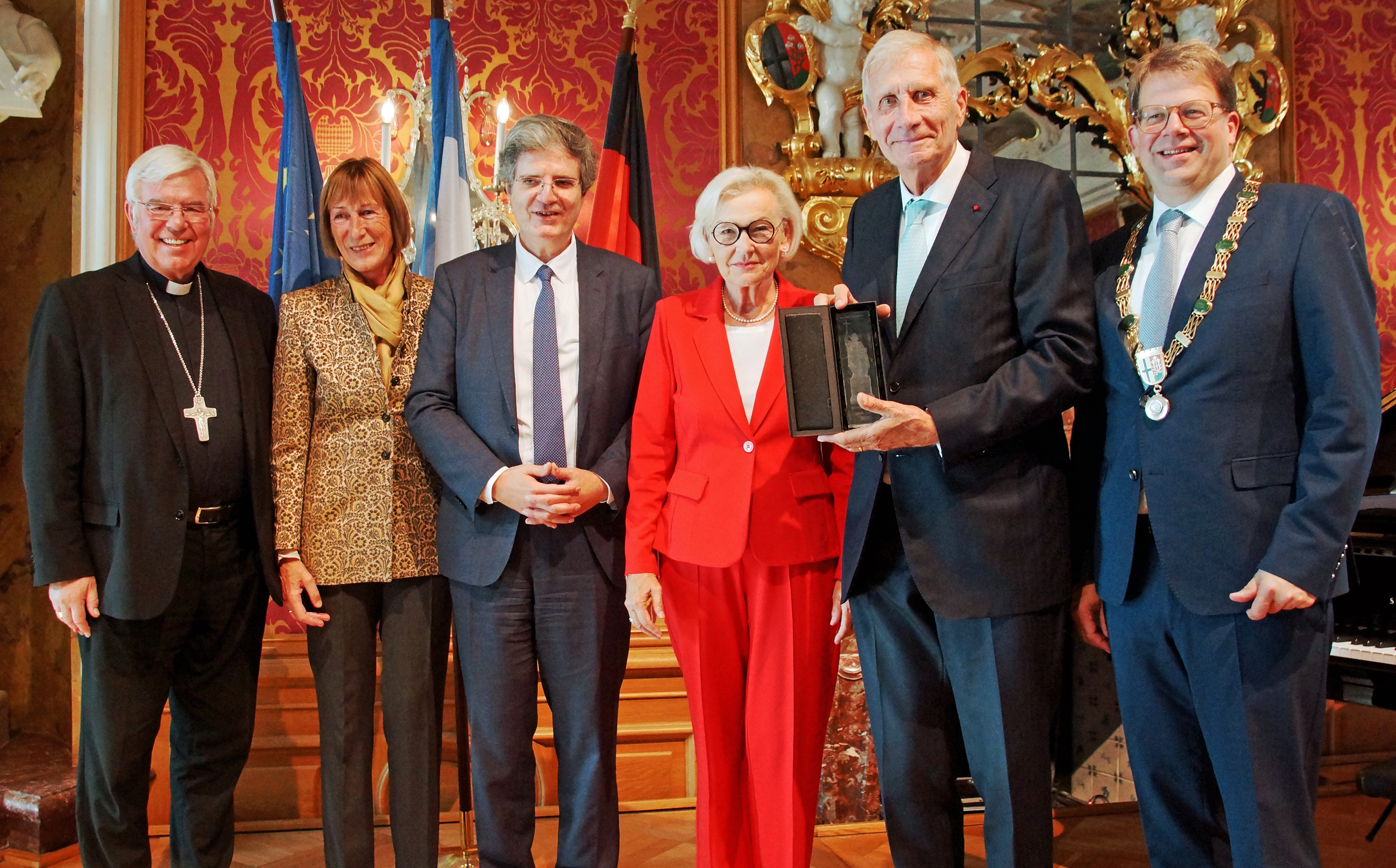
Remise du Prix Winfried de la ville de Fulda à Ulrich Wickert (2024). De gauche à droite Karlheinz Diez, Christine Waider, François Delattre, la présidente du conseil municipal Margarete Hartmann, Ulrich Wickert et Heiko Wingenfeld

En 2005, il est fait Officier de la Légion d'honneur pour sa contribution aux bonnes relations franco-allemandes.
Bundesverdienstkreuz 1. Klasse 2016
Prix Winfried pour la compréhension internationale

## Publications
- Freiheit, die ich fürchte. Der Staat entmachtet seine Bürger, 1981
- New York - Tokio - Paris, 1986
- Frankreich: Die wunderbare Illusion, Hoffmann und Campe 1989,  (ISBN 3-455-08343-9)
- Und Gott schuf Paris, 1993
- Das Wetter, Transit Buchverlag 1994
- Der Ehrliche ist der Dumme. Über den Verlust der Werte, 1994
- Das Buch der Tugenden, Hoffmann und Campe 1995
- Über den letzten Stand der Dinge, Transit Buchverlag 1996
- Deutschland auf Bewährung. Der schwierige Weg in die Zukunft. Ein Essay, 1997 (= Comment peut-on être allemand ?, Seuil 2000,  (ISBN 2020350394))
- Vom Glück, Franzose zu sein, 1999 (= Du bonheur d'être français, Le Félin 2001,  (ISBN 2866453891))
- Donner-Wetter. Allerletzte Meldungen vom Tage, Hoffmann und Campe 2000
- Ihr seid die Macht! Politik für die nächste Generation, 2000
- Zeit zu handeln. Den Werten einen Wert geben, 2001
- Der Richter aus Paris. Eine fast wahre Geschichte, roman policier, Hoffmann und Campe 2003
- Die Zeichen unserer Zeit, avec un épilogue du Docteur Heribert Klein, Hohenheim Verlag 2004
- Alles über Paris, Europa Verlag 2004
- Die Wüstenkönigin. Der Richter in Angola, roman policier, Hoffmann und Campe 2005
- Gauner muss man Gauner nennen, von der Sehnsucht nach verlässlichen Werten, Piper 2007
- Der nützliche Freund (roman policier dont l'affaire Leuna tisse la toile de fond), éd. Piper 2009
- Das achte Paradies, roman policier, Piper 2010
- Redet Geld, schweigt die Welt: Was uns Werte wer sein müssen, Hoffmann und Campe 2011
- Neugier und Übermut: von Menschen die ich traf, Hoffmann und Campe 2012
- Das marokkanische Mädchen, roman policier, Hoffmann und Campe 2014
- Das Schloss in der Normandie, Hoffman und Campe 2015
- Frankreich muss man lieben, um es zu verstehen. Hoffmann und Campe 2017
- Identifiziert Euch! WArum wir ein neues Heimatgefühl brauchen. Piper 2019
- Ritter Otto, livre pour enfants, Carlsen 2019
- Das Wetter, Kampa 2019